# جین شیائومی
جین شیائومی (انگلیسی: Jin Xiaomei؛ زادهٔ ۱ ژانویهٔ ۱۹۸۳) بازیکن فوتبال اهل چین است.